# Sergentomyia queenslandi
Sergentomyia queenslandi är en tvåvingeart som först beskrevs av Hill 1923.  Sergentomyia queenslandi ingår i släktet Sergentomyia och familjen fjärilsmyggor. Inga underarter finns listade i Catalogue of Life.